# Liste der Bischöfe von Capri
Die folgenden Personen waren Bischöfe von Capri (Italien), dem späteren Titularbistum Capreae:
- Johannes I. (987–?)
- Stefan (999–?)
- ? (um 1024)
- Johannes II. (1254–?)
- J... (Johannes ?) (1284–?)
- Nicola (1299–1329)
- Giacomo (?–1350)
- Guglielmo De Sarciando (1362–?)
- Nicola Da Salerno (1377–?)
- Mormile (1385–?)
- Benedetto De Paradosso (1398–1418) (auch Bischof von Ravello)
- Giuliano Tommasi (1418–?)
- Giacomo Capuano (1420–1420)
- Giovanni Ferreto oder Fareti (1420–1431)
- Pietro Bessino oder Bressone (1431–1433)
- Francesco Da Velletri (1433–1460)
- Martino (1460–1474)
- Luca (1473 oder 1474–1484)
- Marco De Muro (1484 oder 1485–1491)
- Giovanni De Luigi (1491–1500)
- Raffaele Rocca (1500–1514)
- Eusebio De Granito (1514–1528)
- Agostino Falivene oder Falivena, Pastineo (1528–1534)
- Angelo Baretta (1534–1539)
- Leonardo De Magistris (1540–1551)
- Alfonso Cabrera (De Valdecabras) (1551–1555)
- Alfonso Somario (De Samano) (1555–1564)
- Filippo Mazzola (1564–1584)
- Francesco Liparoli (1584–1608)
- Traiano Bozzuti (1608–1625)
- Raffaele Rastelli (1626–1632 oder 1633)
- Loreto Di Franco (De Franchis) (1634–1636) (auch Bischof von Minori)
- Alessandro Sibilia (1637–1637)
- Francesco Antonio Biondi (1637–1640)
- Paolo Pellegrini (1641–1683)
- Dionisio Petra (oder Porta) (1683–1698)
- Michele Gallo Vandeinde (1698–1727)
- Giovanni Maria De Laurentiis (1727–1751)
- Francesco Antonio Rocco (1751–1776)
- Nicola Saverio Gamboni (1776–1805 oder 1807)